# Dolmen von Jyderup

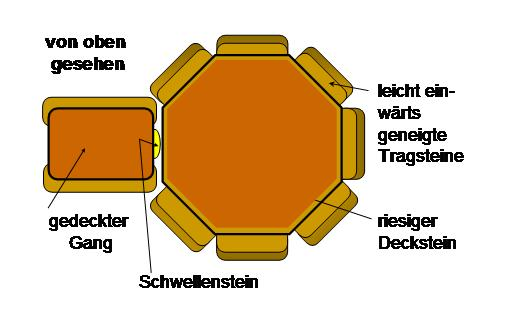
Schema Polygonaldolmen von oben

Die Dolmen von Jyderup (auch Axelholm Langdysse) gehören zu einer zwischen 3500 und 2800 v. Chr. erbauten Megalithanlage der mittleren Jungsteinzeit, die von den Leuten der Trichterbecherkultur (TBK) errichtet wurde. Die Anlage liegt am Amtsvejen nordwestlich des namengebenden Ortes Jyderup im Nordwestteil der dänischen Insel Seeland. Neolithische Monumente sind Ausdruck der Kultur und Ideologie neolithischer Gesellschaften. Ihre Entstehung und Funktion gelten als Kennzeichen der sozialen Entwicklung.

## Beschreibung
Der flache randsteinlose Hügel des nord-süd orientierten Hünenbettes (dän. Langdysse) ist etwa 33 m lang und acht Meter breit. Er enthält zwei Kammern unterschiedlichen Typs.
- Die südliche Kammer ist ein Polygonaldolmen. Er besteht aus vier Tragsteinen und einem Deckstein und ist etwa 2,05 m lang und 1,3 m breit.
- Die nördliche ist der Rest eines Urdolmens, einer zuganglosen, kistenartigen, aus massiven Findlingen erstellten, kleinen Kammer. Sie besteht aus drei (ursprünglich vier) Tragsteinen und einem Deckstein. Der zweite ist abhandengekommen. Der auch als Steinkiste angesprochene Urdolmen ist mit etwa 2,8 m ungewöhnlich lang und 0,85 m breit.